# نهر سانت لورانس
نهر سان لوران أو سانت لورنس (بالفرنسية: Fleuve Saint Laurent)‏ أو (بالإنجليزية: Saint Lawrence River)‏ و بلغة الهنود الحمر القاطنين في المنطقة Magtogoek (« نهر المياه الكبرى ») هو نهر يقع في أمريكا الشمالية. ينبع من بحيرة أونتاريو ويصب في المحيط الأطلسي. تمت تسميته على شرف لورانت دي روما و هو أحد أهم أنهار أمريكا الشمالية و ثاني أطول نهر في كندا لا يفوقه طولا سوى نهر ماكينزي .

## الجغرافيا
نهر كبير مع ارتفاعات متوسطة. يمتلك نهر سان لوران مسطحاً مائياً (بالإنجليزية: Watershed)‏ يختزن 25% من الاحتياطات العالمية من المياه العذبة ب 1610000 كلم مربع ويبلغ طوله 4000 كلم و 1140 كلم بدون البحيرات العظمى. وهو يعد من بين أطول خمسة وعشرين نهراً في العالم.
ينبع من بحيرة أونتاريو إحدى البحيرات العظمى قرب مدينة كينغستون في أونتاريو و يمر من مدن بروكفيل وكورنوول مشكّلاً الحدود بين مقاطعة أونتاريو (الكندية) وولاية نيويورك الأمريكية قبل أن يسير كلياً داخل الأراضي الكندية في مقاطعة كيبك فيلتقي بنهر أوتوا ويواصل مسيره مخترقاً مونتريال وتروا ريفيير ومدينة كيبك وليفيس وتادوساك و أخيراً يصب في خليج سان لوران في المحيط الأطلسي ويربط نهر سانت لورانس المحيط الأطلسي بالبحيرات العظمى من خلال قناة سانت لورنس وقد استخدم المستعمرون نهر سانت لورانس كأهم طريق إلى كندا و الولايات المتحدة قبل مئات السنين ويمر نهر عبر بحيرة سوربيريور عند مدينة دولوث في ولاية مينسوتا الأمريكية ويمر النهر عبر بحيرات سوربيريور وميشيغان و هورون وإيري و أنتاريو ويجري الجزء الأعلى من نهر سانت لورانس من بحيرة أونتاريو إلى مونتريال و يشكّل الحدود الفاصلة بين كندا والولايات المتحدة ويقع أول ثلثي الجزء الأعلى من النهر في الولايات المتحدة وتقع بقية أجزاء النهر بالكامل في كندا وتجري بشكل رئيسي عبر مقاطعة كوبيك و تقع ما يزيد على 1700 جزيرة ضمن قطاع من النهر يبلغ طوله 64 كم من منبعه عند بحيرة أونتاريو ويبلغ عرض معظم الجزء العلوي لنهر سانت لورانس في المتوسط 22 كم ويتسع النهر في بعض الأماكن ليشكل ما يشبه البحيرات كبحيرة سانت فرانسيس وبحيرة سانت لويس ويشمل الجزء العلوي للنهر 48 كم من المنحدرات النهرية إذ ينحدر من ارتفاع 75 م فوق سطح البحر عند بحيرة أونرتيو إلى ستة أمتار فوق مستوى سطح البحر عند مونتريال ويمتد الجزء الأوسط من نهر سانت لورانس من مونتريال إلى مدينة كوبيك ويقارب عرضه عرض الجزء العلوي ويشمل على بحيرة سانت بيتر و يبلغ عرض الجزء السفلي من نهر سانت لورانس حوالي 16 كم بالقرب من مدينة كوربيك ويزداد عرضه ليصبح 145 كم عند مصبه عند الرأس الغربي لجزيرة آنتيكوستي في خليج سانت لورانس ويعتبر سانت لورانس بمثابة ذراع عميق للمحيط الأطلسي فتأثير المد على النهر يمتد غربا حتى ترواريفير و يمكن للمد أن يرفع مستوى الماء في النهر لستة أمتار كما يغير المحيط مياه النهر من مياه عذبة إلى مياه مالحة شرقي ريفير تروس .
أكملت الولايات المتحدة وكندا عام 1959 ممر سانت لورانس المائي الذي وفّر قناة ملاحية بعمق ثمانية أمتار مما مكّن معظم السفن من الإبحار بين المحيط الأطلسي و موانئ البحيرات العظمى مثل ميناء تورنتو وخليج تندر في أونتاريو وديترويت وميلوكي .